# Mazda MX-30
Mazda MX-30 este un SUV crossover compact electric și hibrid produs de Mazda. Bazat pe CX-30, a fost dezvăluit la Salonul Auto de la Tokyo 2019. Producția vehiculului, care este prima mașină electrică produsă în serie de Mazda, a început la uzina din Ujina pe 19 mai 2020.